# Lucas Bergström
Lucas Carl Edvard Bergström (Pargas, 4 de septiembre de 2002) es un futbolista finlandés que juega en la demarcación de portero para el R. C. D. Mallorca de la Primera División de España.

## Selección nacional
Tras jugar en varias categorías inferiores de la selección, finalmente hizo su debut con la selección de fútbol de Finlandia en un partido amistoso contra Suecia que finalizó con un resultado de 2-0 a favor del combinado sueco tras los goles de Christoffer Nyman y Joel Asoro.

## Clubes
| Club                               | País       | Año       | Partidos | Goles |
| ---------------------------------- | ---------- | --------- | -------- | ----- |
| Peterborough United F. C. (cedido) | Inglaterra | 2022-2023 | 28       | 0     |
| Chelsea F. C.                      | Inglaterra | 2023-2024 | 0        | 0     |
| IF Brommapojkarna (cedido)         | Suecia     | 2024      | 4        | 0     |
| Chelsea F. C.                      | Inglaterra | 2024-2025 | 0        | 0     |
| R. C. D. Mallorca                  | España     | 2025-     |          |       |

## Palmarés

### Títulos internacionales
| Título                      | Club          | Sede      | Año  |
| --------------------------- | ------------- | --------- | ---- |
| Liga Conferencia de la UEFA | Chelsea F. C. | Breslavia | 2025 |